# 越南亡國史

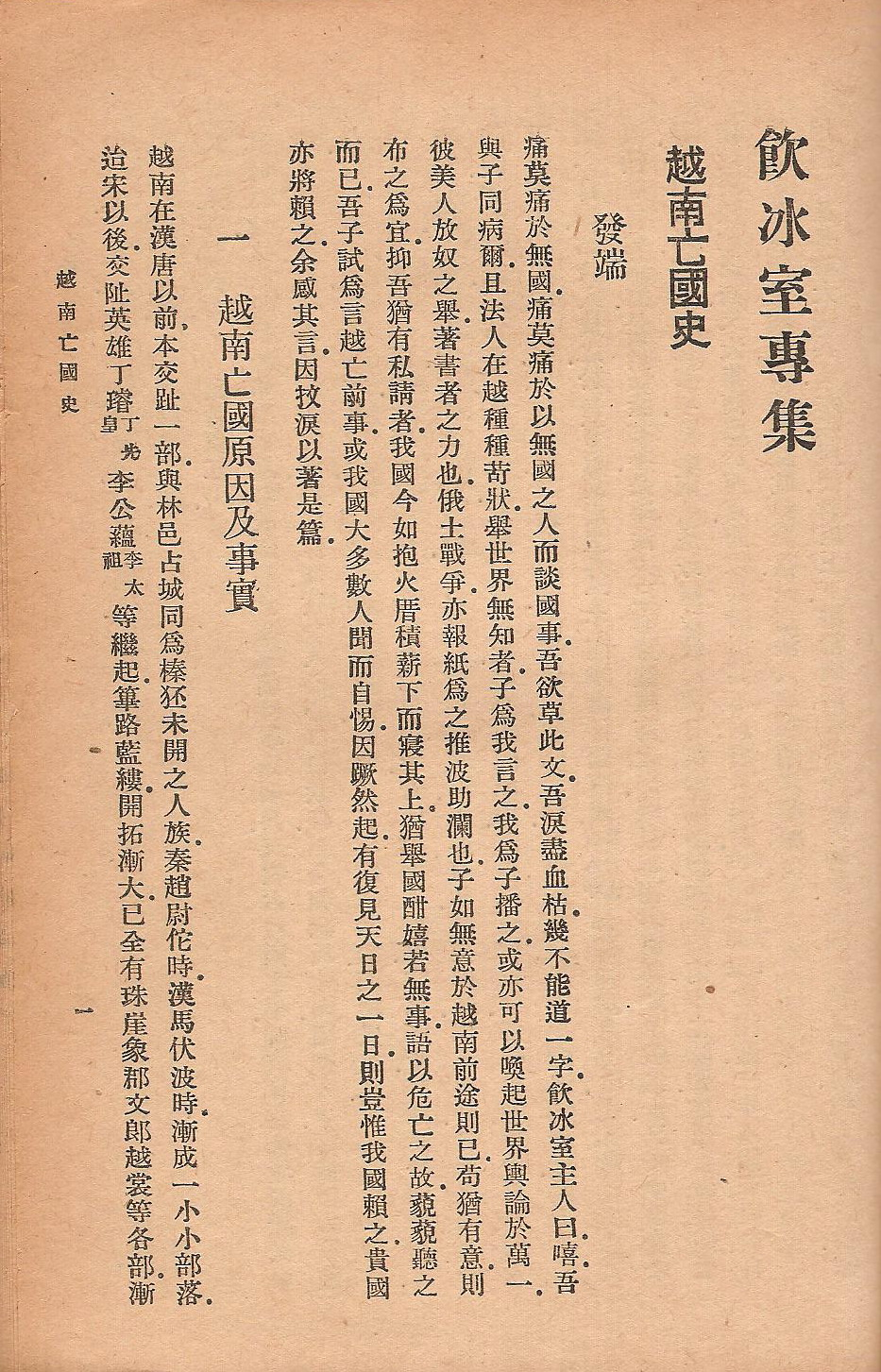
《越南亡國史》

《越南亡國史》，越南史書，由越南革命家潘佩珠於二十世紀初期寫成。當時越南正受法國統治，潘佩珠於1905年到日本求援，並用漢文寫成本書（書中採用別號「巢南子」）。本書記述了越南近代歷史、法國殖民當局的暴行及愛國志士們的抗法活動，以圖喚起越南人民奮起團結，擺脫殖民統治及爭取獨立。

## 本書的編撰

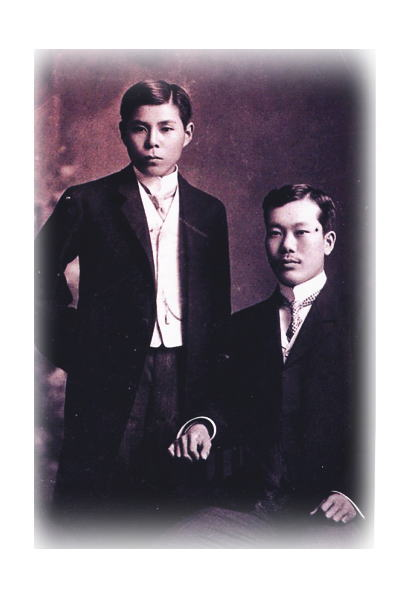
《越南亡國史》作者潘佩珠（坐者）；站者為強㭽

《越南亡國史》的作者潘佩珠，為十九世紀晚期、二十世紀早期的越南革命家。當時，越南正受法國的殖民統治，喪失獨立。潘佩珠響應抗法運動，於1904年創立維新會，準備武裝起義。1905年，潘佩珠到日本求援，並遇上中國維新派人物梁啟超。
潘佩珠與梁啟超討論當時越南政局，並深得其關注。梁啟超建議：「法人在越種種苛狀，舉世界無知者，子（潘佩珠）為我言之，我為子播之，或亦可以喚起世界輿輪於萬一」，潘佩珠為此感動，「因抆淚以著是篇」，用漢文寫成《越南亡國史》（採用別號「巢南子」）。梁啟超又為之作叙，並資助出版。
據梁啟超於乙巳年（1905年）九月為本書寫的「叙」，以及他的「例言」所說，《越南亡國史》是「巢南子自述，其間文字不有雅馴處，悉仍之，存其真也」，以尊重本書原貌。此外，本書又並非完全用中國語文來表述，「書中尚有用越南字者，蓋著者之意，非徒哀告於他國，實欲以並警其國人也」。

## 內容
《越南亡國史》分成以下部份：
- 「叙」：由梁啟超所撰（原收錄於《飲冰室叢著》第九種《外史鱗爪》）。[5]
- 「例言」：由梁啟超所撰（原收錄於《飲冰室叢著》第九種《外史鱗爪》）。[6]
- 「發端」：為潘佩珠陳述編寫本書的背景。[2]
- 「越南亡國原因及事實」：簡述越南歷史，以及分析阮朝衰落及法人成功來侵的原因。[7][8]
- 「國亡時志士小傳」：記述越南的抗法愛國志士阮碧、武有利、杜輝僚、宋維新、阮敦節、丁文質、阮效、黎忠庭、陳猷、范纘、黎寧、何文美、阮仕、阮有政、阮春溫、潘廷逢等人的事跡。[9][10]
- 「法人困弱愚瞽越南之情狀」：記述法國殖民當局對越南各階層人士的壓迫及暴行，並抨擊法人施行的田土之稅、人口之稅、屋居之稅、渡頭之稅、生死之稅、契券之稅、人事之雜稅、船戶之稅、商賈之稅、市廛之稅、鹽酒之稅、殿寺之稅、工藝之稅、地產之稅、種煙田之稅、生煙之稅、熟煙之稅、公司煙稅、私局煙稅等等苛捐雜稅，及各種掠奪財富的行徑。[11][12]
- 「越南之將來」：為潘佩珠對越南前途的展望，希冀越南人「一腔愛國，有蜜蜂戀主的熱誠；萬死赴仇，有豹虎護兒的癡勇」，不計較出身如何，信念如何，甚至是現正效力法國殖民當局的越南人士。[13][14]

※梁啟超為免中國人「於越南興亡陳跡知之者希，驟觀是書，或且茫然。故特編《越南小志》一卷以為參攷，亦採集舊籍十數種以成之也。」此外，在上海人民出版社、上海書店出版社出版的《中法戰爭》第七冊，還收有《越南亡國史》的「前錄」，為梁啟超與潘佩珠談話的筆錄及梁啟超本人的感想。

## 政治價值
潘佩珠於越南殖民時期寫成《越南亡國史》，而在該時代中，世上不少國家都受列強的威脅或侵佔。因此，梁啟超便注意到本書對弱國人民的啟發性：「吾最近得交一越南亡命客（潘佩珠），嘗有以語我來，吾聞之而不知其涕洟之何從也。顧我不自哀而哀人耶，人將哀我。讀此編毋哀焉而懼焉，其或慮幾。」

## 出版情況
《越南亡國史》寫成後，便由梁啟超資助印刷出版，如由他所編的《各國興亡小史八種》，便收錄了本書以及其著作《越南小志》。其後，由邵循正、聶崇岐、張雁深、林樹惠、單士魁等編成的中國近代史資料《中法戰爭》，亦收錄了該書。

## 外部連結
- （中文）.[永久]